# Peter Pan (film 1976)
Peter Pan è un film televisivo musicale del 1976 diretto da Dwight Hemion. È la trasposizione televisiva dell'omonima opera teatrale di J.M. Barrie.

## Trama
Peter Pan entra a casa della famiglia Darling alla ricerca della sua ombra ma viene scoperto dai bambini che poi partono con lui verso la sua isola dove affronteranno il perfido pirata Giacomo Uncino.

## Trasmissione
È stato trasmesso la prima volta dalla NBC alle 19:30 di domenica 12 dicembre 1976.